# Steiff Museum

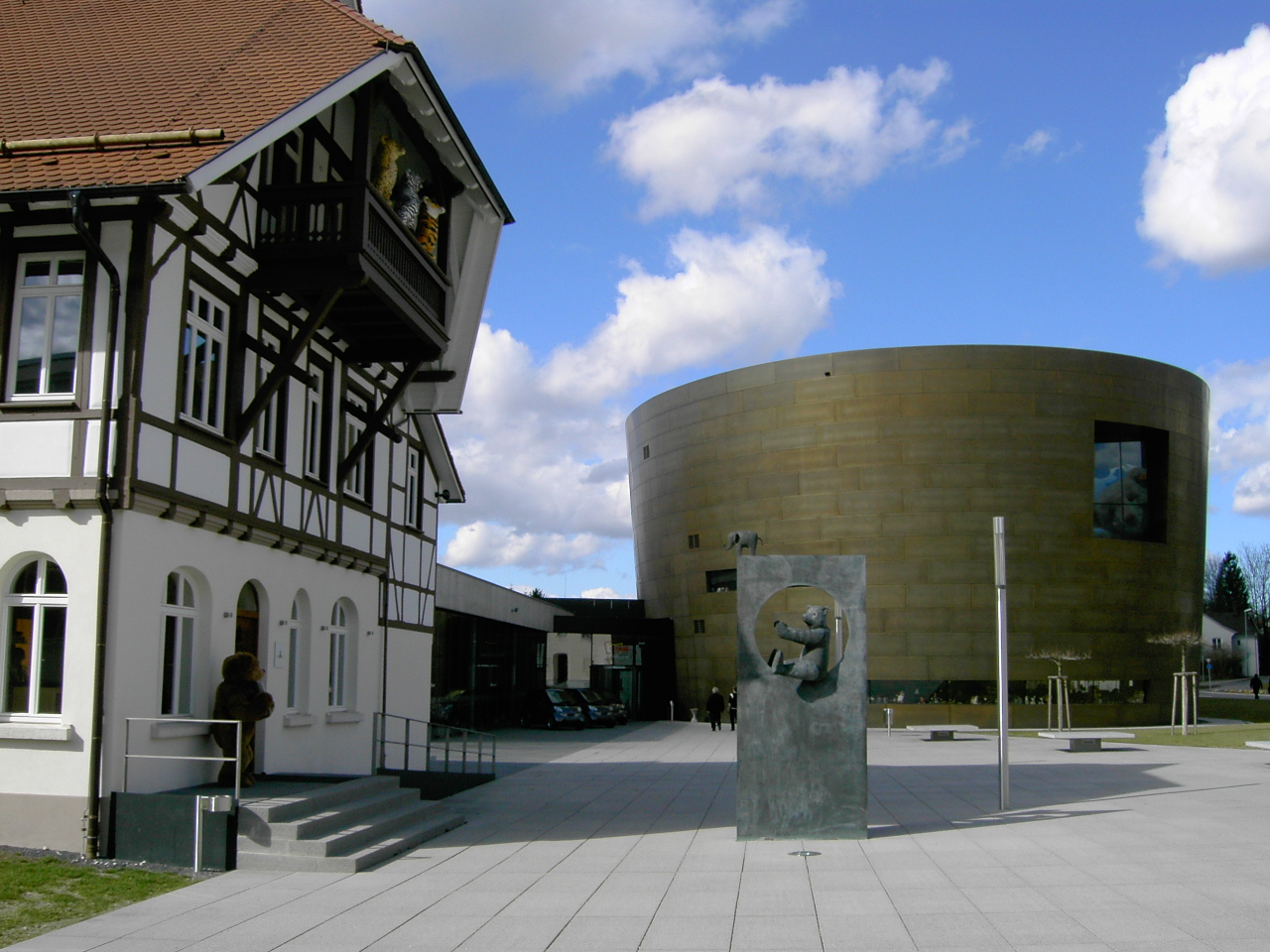
Steiff Museum

Das Steiff Museum ist ein Erlebnismuseum auf dem Firmengelände der Margarete Steiff GmbH im schwäbischen Giengen an der Brenz.

## Geschichte

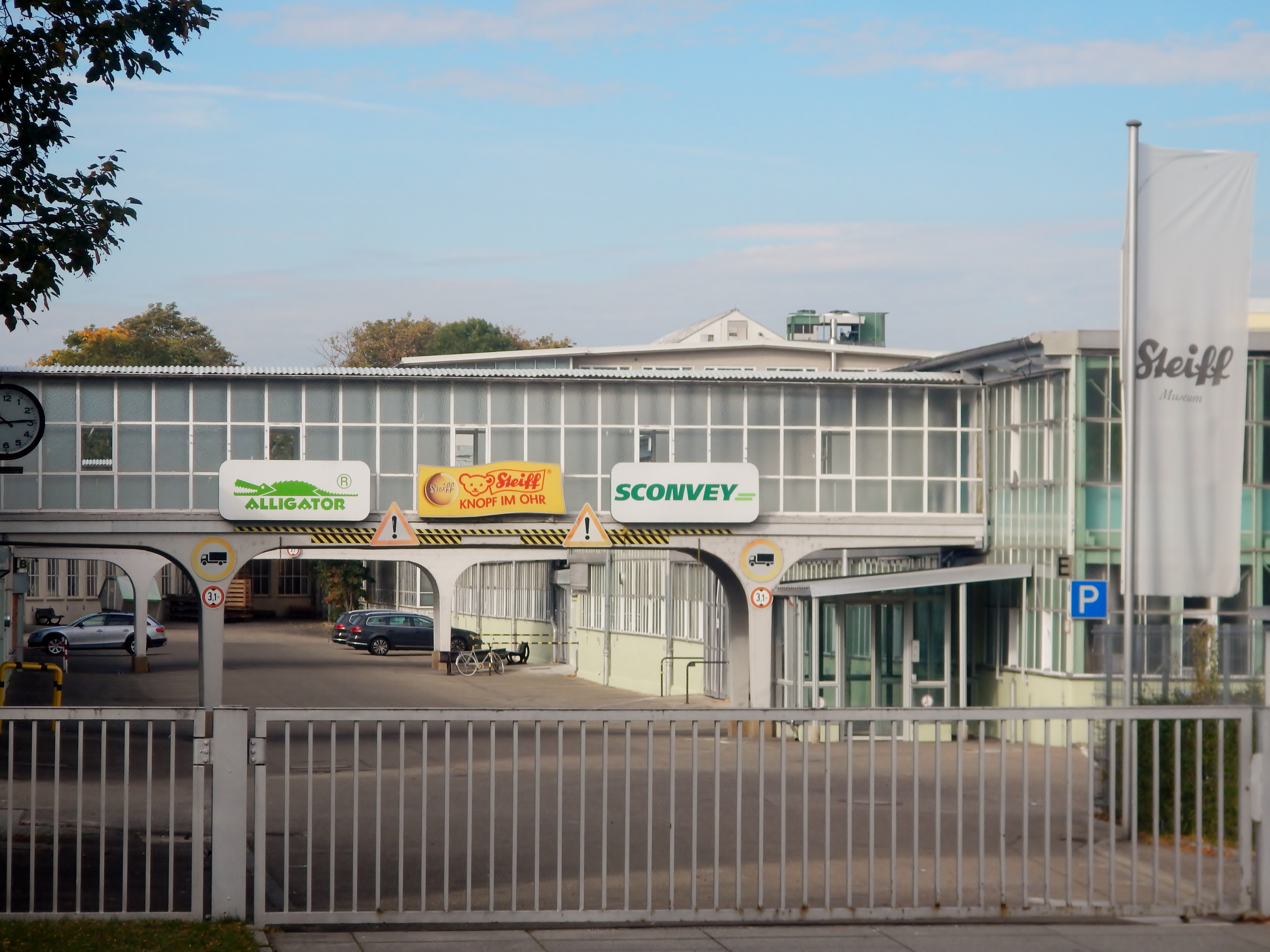
Steiff-Fabrikhalle

Ein erstes Steiff Museum entstand bereits 1980 in der Steiff-Fabrikhalle, die im Volksmund auch „Jungfrauenaquarium“ genannt wird.
Der erste Spatenstich für das neue Museum erfolgte am 29. März 2004, neben anderen durch Friedhelm und Joachim Steiff, direkte Nachfahren von Margarete Steiffs Bruder, und Oberbürgermeister Clemens Stahl.
Am 12. Mai 2004 wurde der Grundstein gelegt. Ins Fundament eingegossen wurden eine Replik des „Elefäntle“, des ersten weichen Spielzeugs für Kinder, eine Replik des ersten Teddybären 55 PB, das Buch 100 Jahre Steiff-Teddybären, zwei aktuelle Tageszeitungen, einige Münzen und eine Urkunde. Anwesend waren unter anderen die Bundestagsabgeordneten Marga Elser und Georg Brunnhuber. Am 30. August 2004 wurde Richtfest gefeiert.
Anlässlich des 125-jährigen Firmenjubiläums und im Rahmen des Steiff-Festivals wurde Die Welt von Steiff am 23. Juni 2005 eröffnet. Die Investition für das neue Steiff-Museum betrug 12 Millionen Euro.

## Museumsgebäude und Szenografie

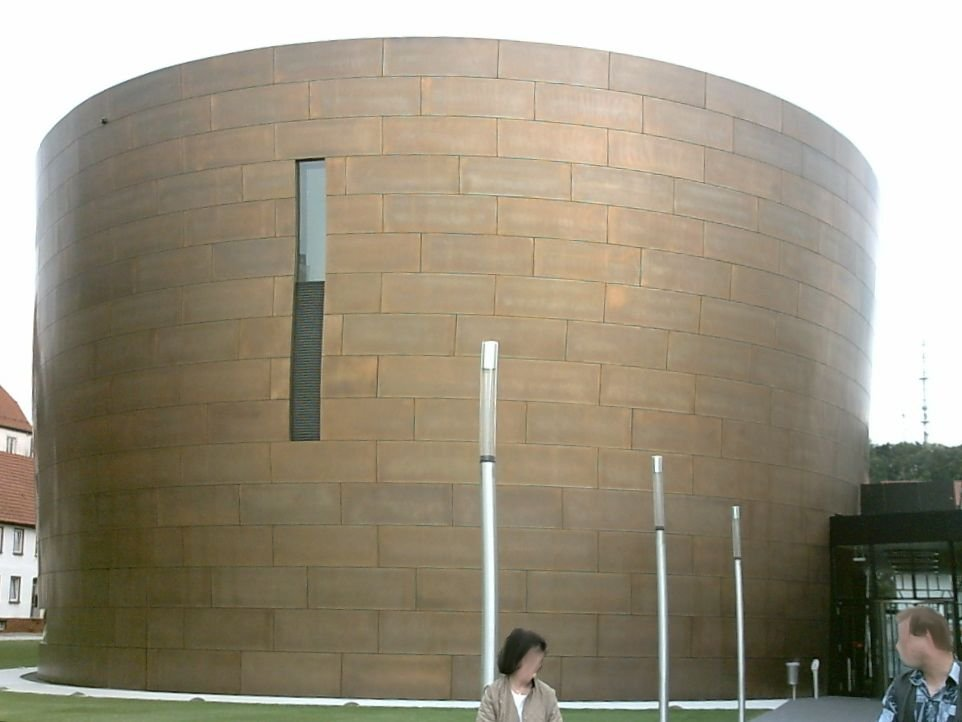
Museumsgebäude

Das Gebäude plante das Zürcher Architekturbüro Andreas Ramseier + Associates Ltd. Die Projektsteuerung des Eingangsbereichs übernahm die wpm Projektmanagement GmbH, die auch beim Berliner Reichstagsgebäude tätig war.
Die Szenografie wurde von Milla & Partner, Agentur und Ateliers entwickelt. Die Agentur war beim deutschen Pavillon auf der Expo 2000 beteiligt.
Die künstlerische Beratung übernahm der Autor und Regisseur Uli Brée, der 2002 das Musical Teddy – ein musikalischer Traum inszenierte.

## Dauerausstellung
In der Dauerausstellung wird die die Firmengeschichte und die Geschichte des Teddybären aufgezeigt. Auf drei Etagen wird man durch die 2.400 m² große Ausstellungsfläche geleitet mit über 2000 Ausstellungsstücken. Der Besuch beginnt im Nähzimmer der Firmengründerin Margarete Steiff. Danach begleiten Knopf und Frieda den Besucher auf der Suche nach den dreitausend verschollenen Bären, die bei einem Schiffsunglück versanken. Bei der Schaufertigung von Steiff-Produkten kann man den Nähern über die Schulter schauen.

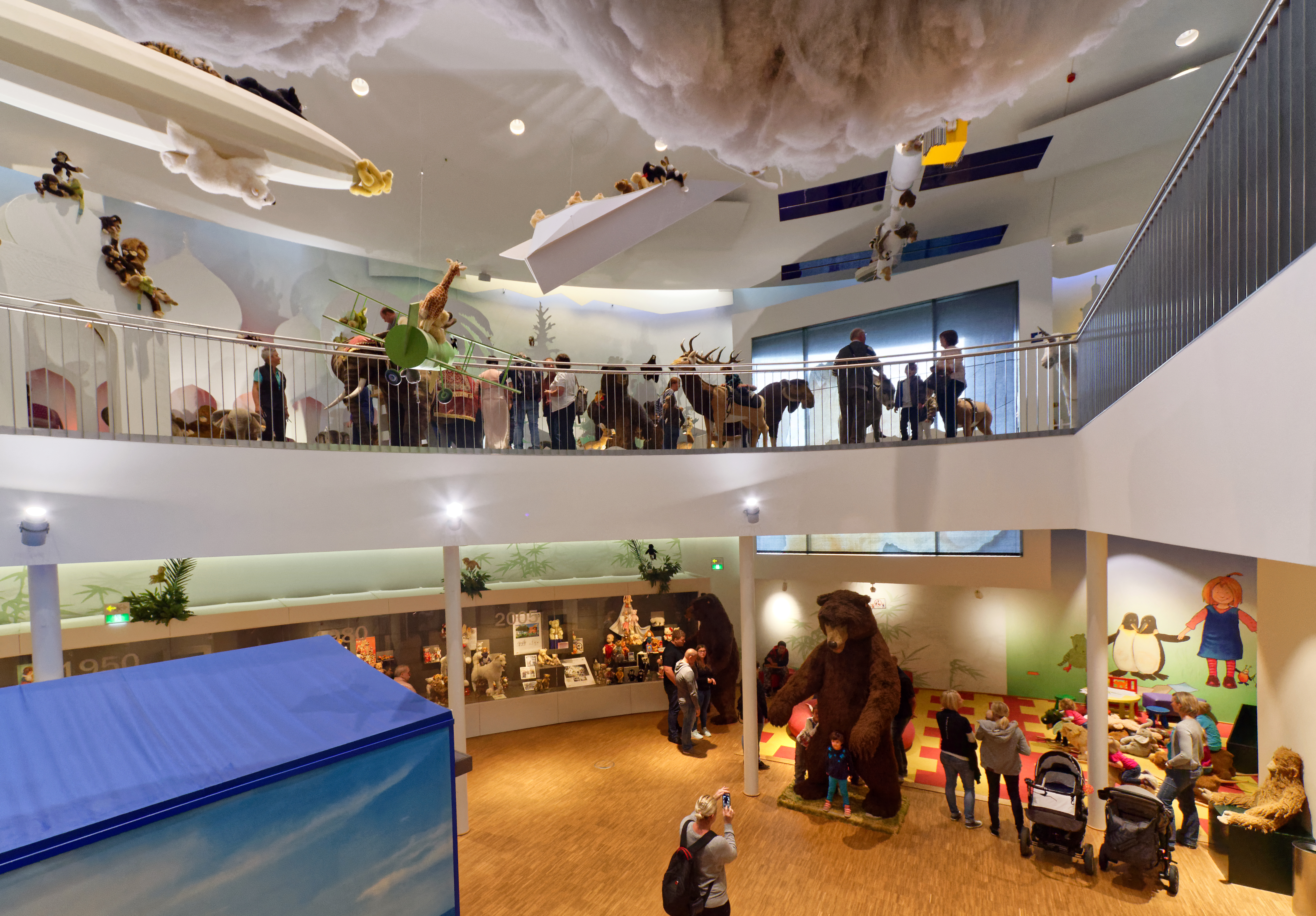
Blick in die Dauerausstellung
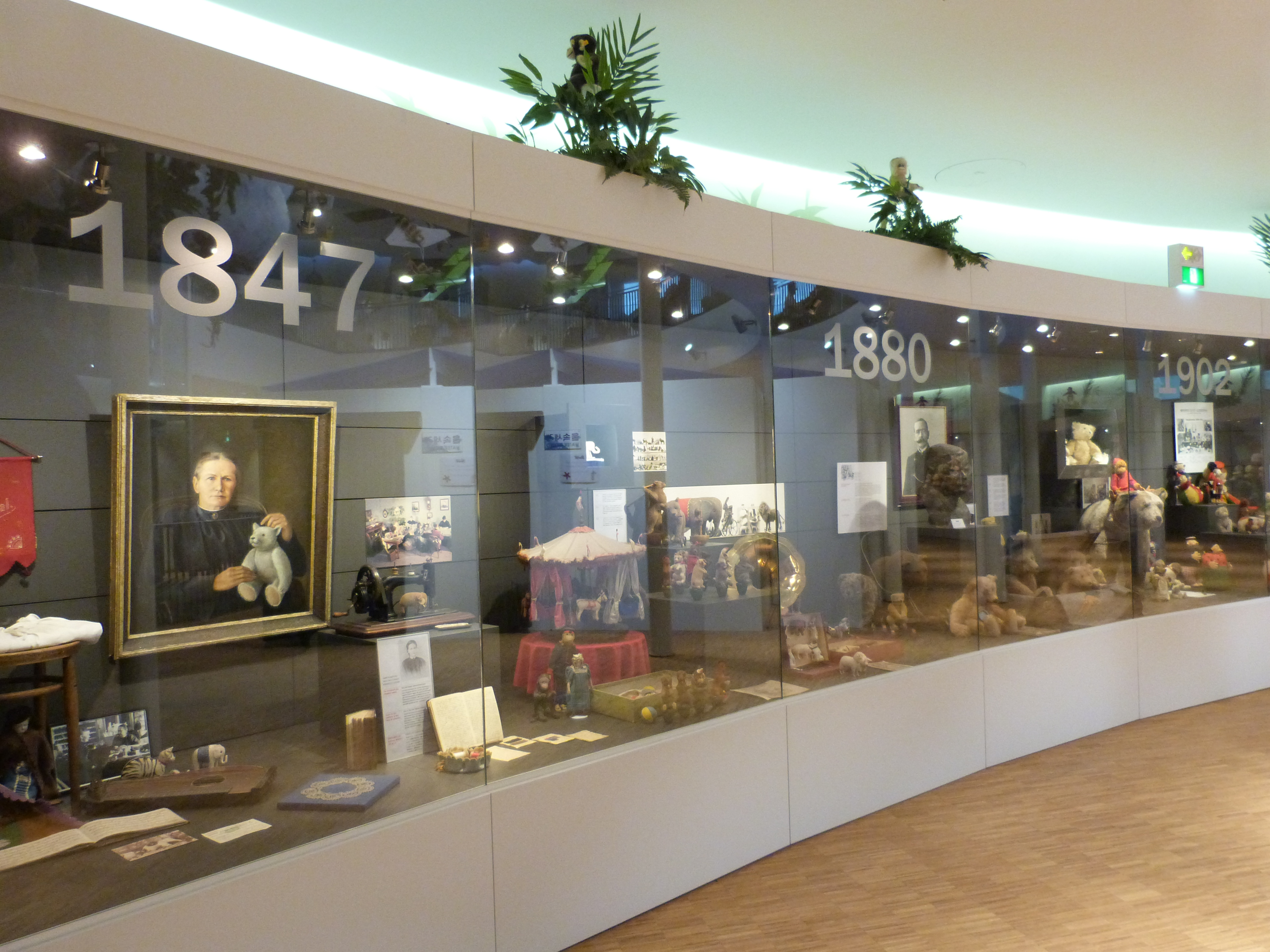
Ausstellungsvitrinen im Steiff Museum
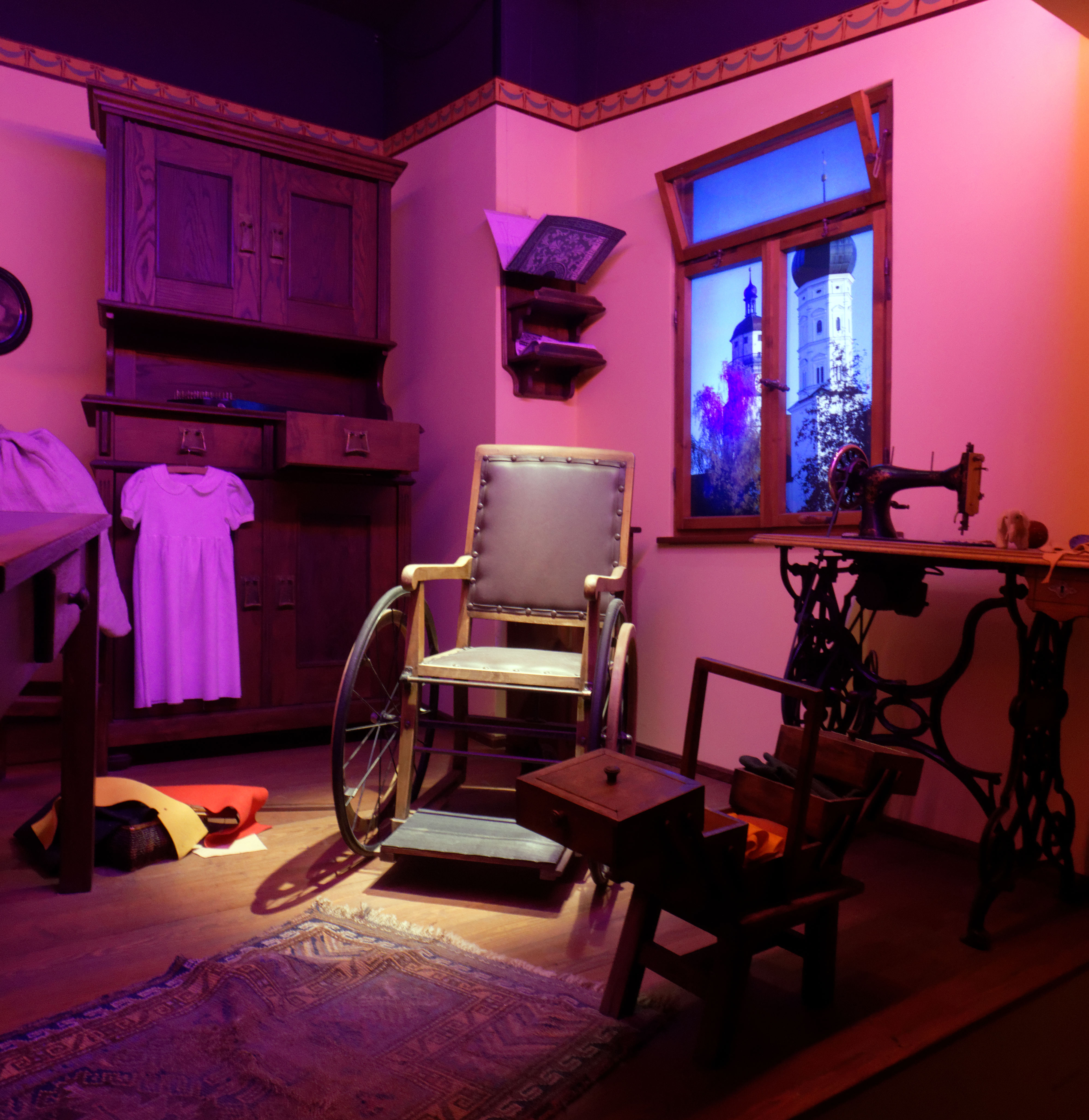
Rekonstruiertes Nähzimmer von Margarete Steiff
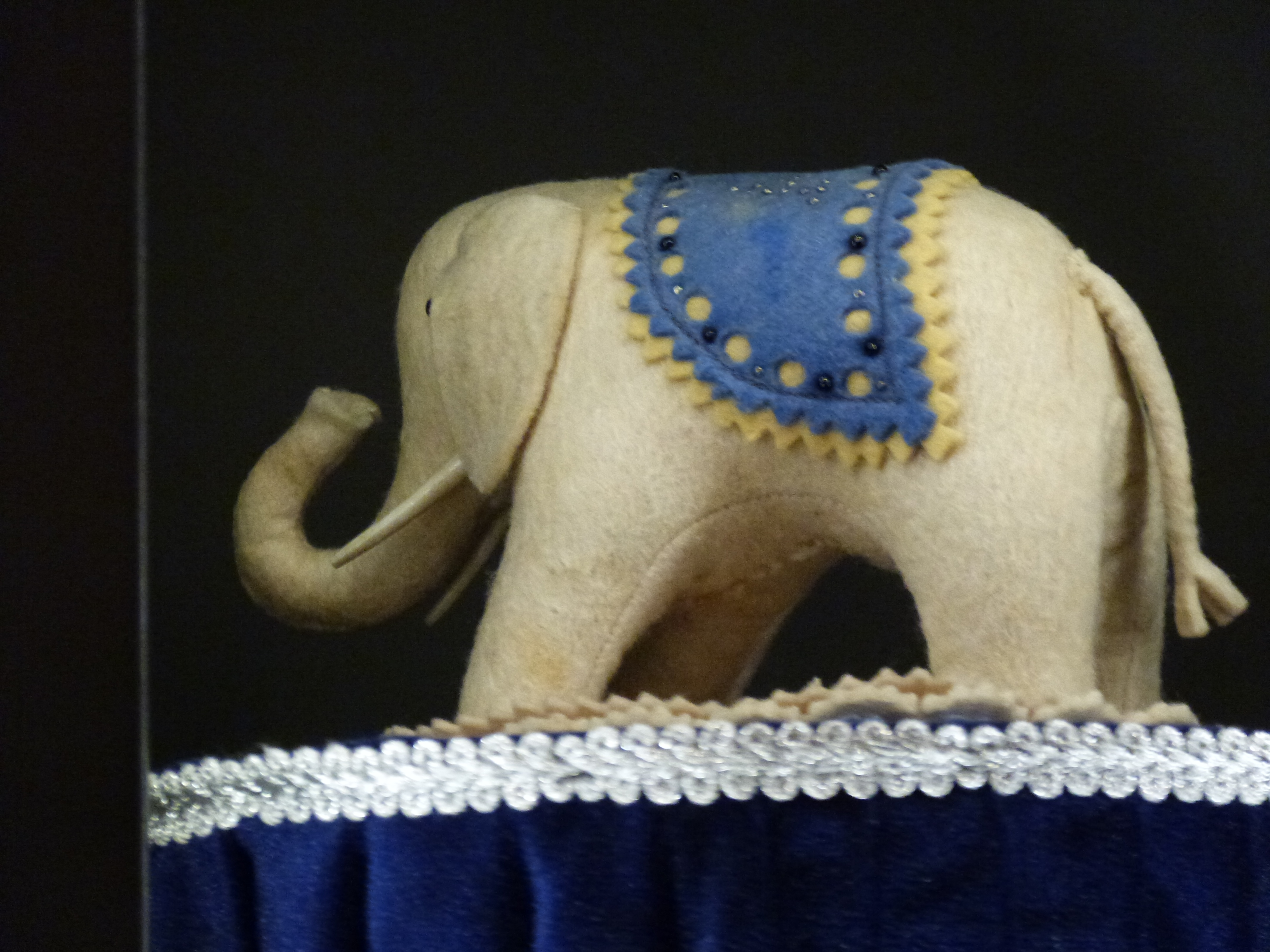
Elefäntle (Elefant als Nadelkissen von 1880 – erstes Stofftier von Margarethe Steiff)
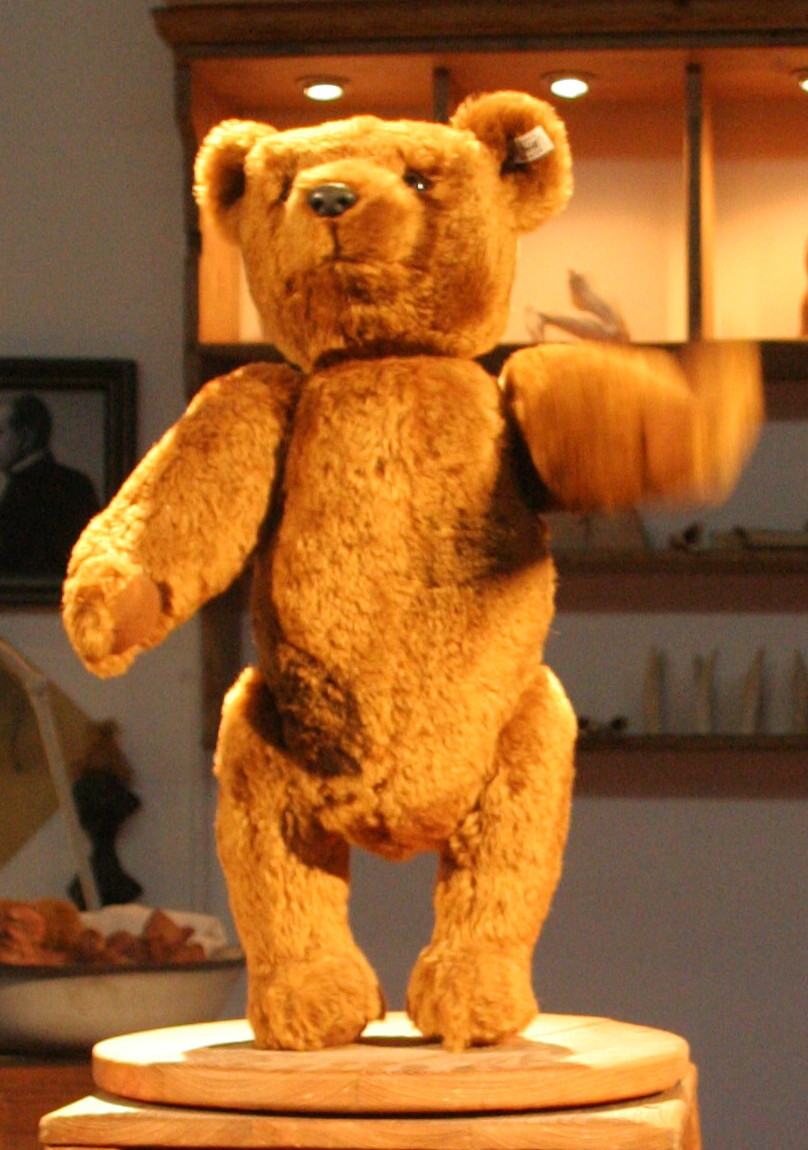
Nachbildung des 55 PB
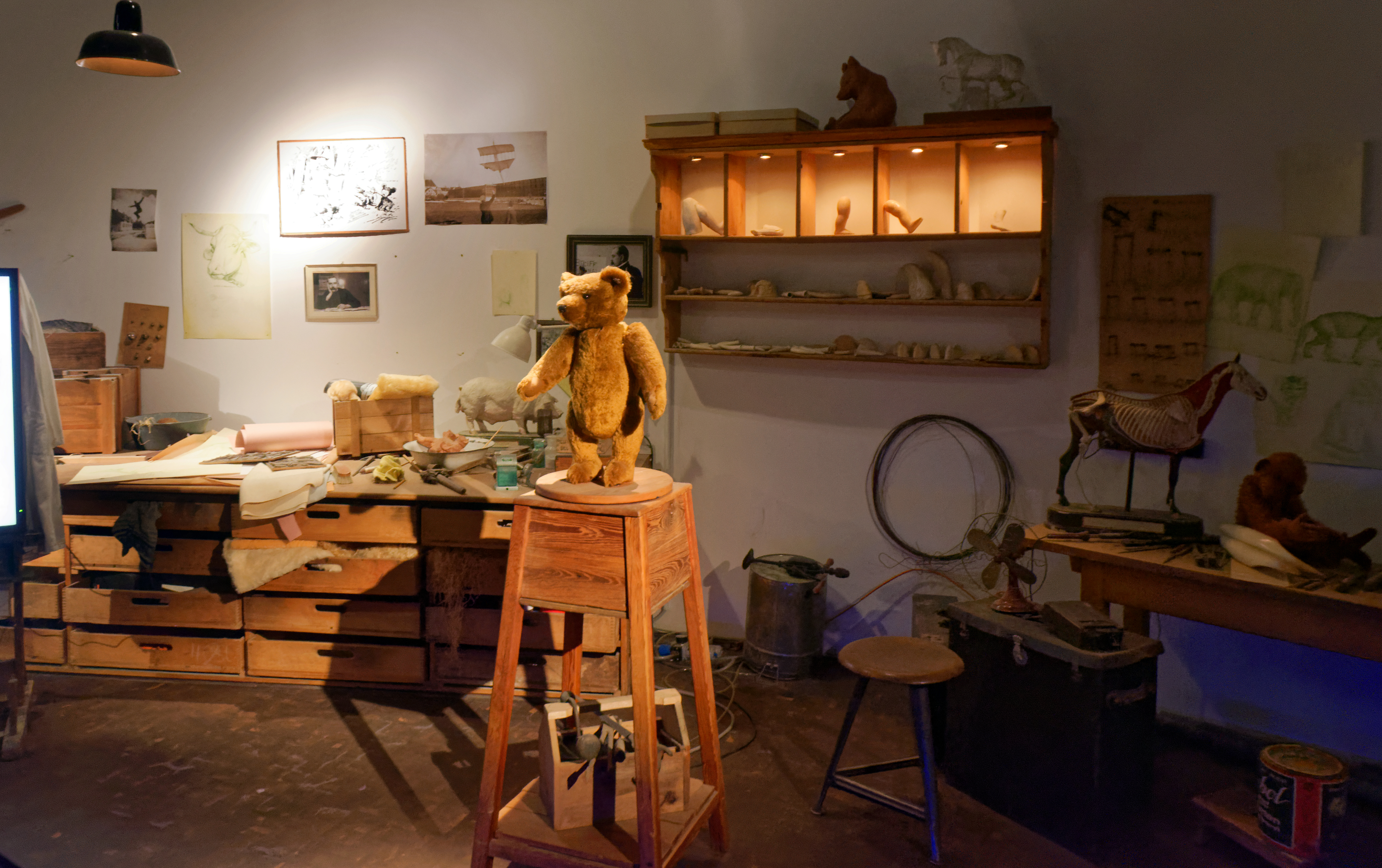
Einblick in den Entwicklungs- und Herstellungsprozess des Steiff Teddybären 55 PB